# 5629 Kuwana
5629 Kuwana (1993 DA1) là một tiểu hành tinh vành đai chính được phát hiện ngày 20 tháng 2 năm 1993 bởi Hioki và Hayakawa ở Okutama.